# Alexander (trò chơi điện tử)
Alexander là tựa game chiến lược thời gian thực do hãng GSC Game World (là hãng tạo nên trò Cossacks: European Wars và Cossacks II: Napoleonic Wars) phát triển và Ubisoft phát hành vào ngày 23 tháng 11 năm 2004, dựa theo bộ phim cùng tên kể về cuộc đời và sự nghiệp rực rỡ của Alexander Đại đế của Vương quốc Macedonia. Cách chơi hơi giống dòng game Cossacks, kết hợp những yếu tố của dòng Age of Empires và game Age of Mythology.

## Lối chơi
Lối chơi của Alexander có một số điểm tương đồng với lối chơi của dòng game Cossacks, với các yếu tố của dòng game Age of Empires và Age of Mythology có thể nhìn thấy được. Bản đồ của trò chơi bao gồm khu vực trải rộng từ Macedonia cho đến tận Ấn Độ. Trong lần chơi đầu tiên thì người chơi chỉ có thể chơi với tư cách là Alexander, nhưng sau khi đánh bại từng đối thủ trong game, người chơi có thể tham gia vào các chiến dịch theo phe Ai Cập, Ba Tư và Ấn Độ. Alexander cũng có phần chơi dạng "giao tranh" và phần chơi nối mạng.

## Đón nhận
Alexander nhận được nhiều đánh giá trái chiều, giành được 56/100 điểm từ Metacritic. Steve Butts của IGN thì đưa ra phần đánh giá hỗn hợp, mô tả tựa game này mang vẻ "truyền thống và có thể dự đoán được", khen ngợi đồ họa của nó nhưng chỉ trích trò chơi về những trận chiến mà ông cho là phần lớn thiếu tính chiến thuật. Craig Beers của GameSpot chấm cho game 5.2/10 điểm, tuyên bố rằng trò chơi có cơ chế điều khiển tệ hại và gặp phải nhiều trục trặc và thiếu sự chính xác thực tế, mặc dù ông khen ngợi phần hình ảnh trong game. Jim Rossignol, viết cho tờ PC Format, chấm cho game này số điểm 70%, nhận định chiến đấu bên trong nó "phụ thuộc nhiều hơn vào việc nhấp chuột vội vã và số lượng tuyệt đối hơn là sử dụng các khả năng chiến thuật một cách thông minh", và cho biết nó kém hơn nhiều so với trò chơi đương thời trong dòng game Total War.
Kieron Gillen của Eurogamer đưa ra một đánh giá tiêu cực về trò chơi, tuyên bố rằng "đây là một thứ rác rưởi", và nhận định nó chẳng tốt hơn so với các game cùng thể loại. GameSpy đánh giá game này ở mức "Kém", mô tả rằng đây là "một vụ hack lịch sử khá tốt với phần điều khiển thô thiển", và nhận thấy rằng phần chơi "Giao tranh" của nó gần như không thể chơi được do gặp phải hiện tượng lag.
Khi game vừa được phát hành đã nhận được sự khen gợi của các tạp chí và trang web về game về tính năng như lời miêu tả đầy ấn tượng "Các trận đánh lớn cung cấp cho người chơi một cảm giác thực tế của chiến tranh". Tuy nhiên trò chơi cũng bị chỉ trích và phê bình nặng nề vì tính năng tìm đường kém cỏi, AI yếu đuối và lồng tiếng tệ hại. Gamespot xem xét cho biết "Có rất nhiều lỗi chính tả, chữ viết chất lượng kém (một số cung thủ đều được mô tả như là" giống như các cung thủ khác "), các vấn đề kỹ thuật, và đôi khi điều khiển hết sức khó chịu. Tất cả điều này dường như chỉ ra rằng trò chơi được phát triển vội vã chỉ để đáp ứng thời hạn phát hành trùng với phiên bản của bộ phim, đó là điều đáng tiếc cho nhà phát triển, GSC Game World, từng phát hành nhiều tựa game chiến thuật tốt trong quá khứ". Giống như bộ phim mà game dựa theo đó, có nhiều ý kiến khác nhau về trò chơi. GameSpot cho tống số điểm là 5,2/10, trong khi IGN thì khoan dung hơn với tổng số điểm 7,0/10.